# Anastasios Mousidis
Anastasios Mousidis (gr. Αναστάσιος Μωϋσίδης; ur. 29 września 1934 w Atenach) – grecki zapaśnik walczący w stylu klasycznym. Olimpijczyk z Rzymu 1960, gdzie zajął jedenaste miejsce w kategorii 67 kg.